# Новогоднее путешествие
«Новогоднее путешествие» — советский короткометражный мультипликационный фильм-сказка 1959 года.

## Сюжет
Маленький москвич Коля хочет доставить новогоднюю ёлку своему папе-полярнику на советскую полярную станцию «Мирный» в Антарктиде. Стараясь выполнить желание Коли, Дед Мороз даёт ему для этого путешествия свой волшебный самолёт, но долететь до станции нужно за то время, пока новогодние куранты бьют двенадцать часов. Во время полёта Коля с высоты видит Италию, Венгрию и Молдавию. Во время полёта над Африкой появляется песчаный ураган, который уничтожает самолёт , и Коля вместе с ёлкой оказывается на материке. Там ему помогает сначала добрый лев, потом обезьянки (помогают ему построить плот), а затем Кит довозит Колю до Антарктиды.

Коля и Лев (кадр из мультфильма)

При помощи стаи пингвинов Коля почти добирается до полярной станции, но куранты в этот момент бьют двенадцатый удар, и Коля не успевает выполнить задуманное. Развеивается не только волшебство, но и Колин сон; проснувшись у себя дома, он узнаёт из присланной папой телеграммы, что на полярную станцию самолётом из Москвы зимовщикам привезли новогоднюю ёлку.

## Адаптации
В 1962 году студией «Диафильм» был выпущен диафильм «Новогоднее путешествие».
В 1964 году по мотивам мультфильма «Новогоднее путешествие» московским издательством «Бюро пропаганды советского киноискусства» в серии «Фильм-сказка» была издана одноимённая книжка Льва Аркадьева и Игоря Болгарина тиражом 500 000 экземпляров.